# Lista över pikternas kungar

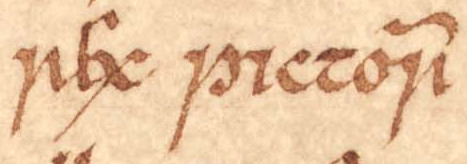
I manuskriptet Rawlinson B 489 (Ulsterannalerna) förekommer texten Rex Pictorum – ”pikternas kung”.

Listan över pikternas kungar bygger på kungalängder i Den piktiska krönikan. Dessa nedtecknades långt efter de händelser de beskriver, och innehåller inga årtal för kungarnas regeringsperioder. Det förekommer också variationer mellan olika versioner av krönikan vad gäller kungarnas namn och hur länge de regerade. 
En stor del av listorna, som inte återges här, hör hemma inom den kaledoniska eller irländska mytologin. De senare delarna av listorna kan till stor del sammanföras med andra källor.

## Piktiska kungar
Piktiska kungar regerade i det norra och östra Skottland. Enligt traditionen ersattes pikternas rike år 843 av Kungariket Alba, men i samtida annaler fortsätter man att använda benämningarna pikter och Fortriu i ytterligare ett halvt sekel. 
Listan inleds med Vipoig, en legendarisk kung som antas ha dött omkring år 341. Det är dock fört från kungen Drests regeringstid som man hittar den första möjliga hållpunkten för en datering, eftersom det finn omnämnt att sankt Patrik anlände till Irland under hans nittonde regeringsår. Den äldsta delen av kungalistan verkar ha sammanställts i början av 700-talet, sannolikt före år 724.
Irländska annaler, som Ulster-annalerna och Inisfallen-annalerna, omnämner vissa kungar som ”kungar av Fortriu” eller ”kungar av Alba”. Det antas att dessa titlar avser piktiska överkungar, åtminstone från och med Bridei (son till Maelchon) och framåt. Det fanns också flera småkungar, men få av dessa är kända vid namn.
Mykiska kungar nämns i Lebor Bretnach, som berättar om folket Cruithne. Den listan börjar med kungen Cruithne själv och hans sju söner.
Årtal i listan bygger på tidiga källor, om inget annat anges. Innehållet är grundat på tolkningar, och det är inte möjligt att fastställa en fullständigt säker översikt över kungarna.

## Namn och piktisk ortografi
Stavningen av piktiska namn är ofta problematisk. Till exempel är Cinioch, Ciniod och Cináed varianter av samma namn, motsvarande dagens namn Kennet. Det piktiska språkljudet uu, som ibland skrivs ww, motsvarar det gäliska f. Därför motsvarar t.ex Uuredach det gäliska namnet Feredach, och Uurguist motsvarar Fergus. Denna transkribering har dock inte alltid följts konsekvent – något man bland annat kan se på Dupplin-korset. Således råder det därför viss osäkerhet kring flera namn.

## Kungaöversikt: Pikternas regenter
Färgerna i listan visar grupper av kungar som tros ha varit släkt.

### Tidiga kungar
| Regeringsår | Kung               | Andra namn                                                                 | Släkt                                  | Anmärkningar |
| ----------- | ------------------ | -------------------------------------------------------------------------- | -------------------------------------- | --- |
| 311–341     | Vipoig             |                                                                            |                                        | Regerade 30 år |
| 341–345     | Canutulachama      |                                                                            |                                        | Regerade 4 år |
| 345–347     | Uradech            |                                                                            |                                        | Regerade 2 år |
| 347–387     | Gartnait II        |                                                                            |                                        | Regerade 40 år |
| 387–412     | Talorc mac Achiuir |                                                                            |                                        | Regerade 25 år |
| 412–452     | Drest I            | Drest, son till Erp                                                        |                                        | Första kungen i Den piktiska krönikan med koppling till en historisk händelse (Sankt Patriks ankomst till Irland); sägs dock ha ”regerat i hundra år och utkämpat hundra slag”. |
| 452–456     | Talorc I           | Talorc, son till Aniel eller Tholarg, son till Anile                       |                                        | Nämns en gång i kungalistorna, regerade i 2 eller 4 år. |
| 456–480     | Nechtan I          | Nechtan, son till Uuirp (eller Erip), Nechtan den store, Nechtan Celcamoth | Möjligen bror till Drest, son till Erp | Påstås ha grundat klostret i Abernethy – ett tvivelaktigt påstående. |
| 480–510     | Drest              | Drest Gurthinmoch (eller Gocinecht)                                        |                                        | Nämns en gång i kungalistorna, regerade i 30 år. |
| 510–522     | Galan              | Galan Erilich eller Galany                                                 |                                        | Nämns en gång i kungalistorna. |
| 522–530     | Drest III          | Drest, son till Uudrost (eller Hudrossig)                                  |                                        | Nämns en gång i kungalistorna. |
| 522–531     | Drest IV           | Drest, son till Girom (eller Gurum)                                        |                                        | Nämns en gång i kungalistorna. |
| 531–537     | Gartnait I         | Garthnac, son till Girom, Ganat, son till Gigurum                          |                                        | Nämns en gång i kungalistorna. |
| 537–538     | Cailtram           | Cailtram, son till Girom, Kelturan, son till Gigurum                       | Bror till föregångaren Gartnait        | Nämns en gång i kungalistorna. |
| 538–549     | Talorc II          | Talorc, son till Murtolic, Tolorg, son till Mordeleg                       |                                        | Nämns en gång i kungalistorna. |
| 549–550     | Drest V            | Drest, son till Manath; Drest, son till Munait                             |                                        | Nämns en gång i kungalistorna. |

### Tidiga historiska kungar
Den första kungen som förekommer i flera samtida källor är Bridei, son till Maelchon. Kungar från slutet av 500-talet och framåt betraktas som historiskt belagda, eftersom deras död ofta omnämns i irländska annaler.
| Regeringsår | Kung         | Andra namn                                             | Släkt                                          | Anmärkningar |
| ----------- | ------------ | ------------------------------------------------------ | ---------------------------------------------- | --- |
| 550–555     | Galam        | Galam Cennalath                                        |                                                | Dödsfallet för ”Cennalaph, kung över pikterna” är dokumenterat; han kan ha regerat tillsammans med Bridei, son till Maelchon. |
| 554–584     | Bridei I     | Bridei, son till Maelchon Brude, son till Melcho       |                                                | Hans död och några handlingar finns omtalade. Han nämns i Adomnáns biografi om Columba av Iona.                               |
| 584–595     | Gartnait II  | Gartnait, son till Domelch, Gernard, son till Dompneth |                                                | |
| 595–616     | Nechtan II   | Nechtan barnbarn till Uerb Nechtan, son till Cano      |                                                | Regeringstiden är placerad under Bonifatius IV:s tid.                                                                         |
| 616–631     | Cinioch      | Cinioch, son till Lutrin Kinet, son till Luthren       |                                                | Död ca. 631-633 |
| 631–635     | Gartnait III | Gartnait, son till Uuid                                | Bror till de två efterföljande kungarna.       | |
| 635–641     | Bridei II    | Bridei, son till Uuid eller son till Fochle            | Bror till föregående och efterkommande kungen. | |
| 641–653     | Talorc III   | Talorc, son till Uuid, eller son till Foth             | Bror till de föregående två kongarna.          | Död ca. 653 |
| 653–657     | Talorgan I   | Talorgan, son till Eanfrith                            | Son till Eanfrith av Bernicia                  | Död ca. 657 |
| 657–663     | Gartnait IV  | Gartnait, son till Donnel eller son till Dúngal        |                                                | Död ca. 663 |
| 663–672     | Drest VI     | Drest, son till Donnel eller son till Dúngal           |                                                | Avsatt ca. 672 |

### Senare historiska kungar
| Regeringsår | Kung               | Andra namn                                        | Släkt                                                                           | Anmärkningar |
| ----------- | ------------------ | ------------------------------------------------- | ------------------------------------------------------------------------------- | --- |
| 672–693     | Bridei III         | Bridei, son till Bili                             | Son till Beli I av Alt Cluteller barnbarn till Nechtan II                       | Slog Ecgfrith av Northumbria i slaget vid Dunnichen |
| 693–697     | Taran              | Taran, son till Ainftech                          | Möjligen halvbror på mödernet till Bridei och Nechtan mac Der-Ilei              | |
| 697–706     | Bridei IV          | Bridei, son till Der-Ilei                         | Bror till Nechtan                                                               | Son till Der-Ilei, en piktisk prinsessa, och Dargart mac Finnguine, medlem av Cenél Comgaill i Dál Riata; omnämns som garant för Cáin Adomnáin Död 706. |
| 706–724     | Nechtan III        | Nechtan, son till Der-Ilei                        | Bror av Bridei                                                                  | Införde den romerska dateringen av påsken ca 712, grundade flera kloster och kyrkor. Abdikerade 724, Död 732                                            |
| 724–726     | Drest VII          |                                                   | Möjligen son till en halvbror till Nechtan och Bridei                           | Efterträdde Nechtan, fängslade honom år 726, kan ha blivit avsatt redan samma år av Alpín                                                               |
| 726–728     | Alpín I            | Alpin, son till Crup (?)                          |                                                                                 | Möjligen medkung eller småkung under Drest, avsatt 728                                                                                                  |
| 728–729     | Nechtan III (igen) | Nechtan, son till Der-Ilei                        | Bror av Bridei                                                                  | En andra regeringstid |
| 729-761     | Óengus I           | Óengus, son till Fergus, Onuist son till Vurguist | Anses vara släkt med Eóganachta                                                 | |
| 736–750     | Talorgan II        | Talorcan, son till Fergus                         | Bror till Óengus I                                                              | |
| 761–763     | Bridei V           | Bridei, son till Fergus                           | Bror av Óengus I                                                                | Kung av Fortriu, död 763 |
| 763–775     | Ciniod             | Ciniod, son till Uuredach                         | Antas ha varit barnbarn till Selbach mac Ferchair                               | Död 775 |
| 775–778     | Alpín II           | Alpín, son till Uuroid                            |                                                                                 | Omnämns som Eilpín, kung av saxarna vid sin död, men detta anses vara ett misstag. Död 780.                                                             |
| 778–782     | Talorgan II        | Talorc son till Drest                             |                                                                                 | Han rapporteras död år 782 i Ulsterannalerna |
| 782–783     | Drest VIII         | Drest, son till Talorgan                          | Son till den föregående Talorgan eller till Talorgan II, bror till Óengus       | Död 787 |
| 785–789     | Conall             | Conall, son till Tarla (eller Tadg)               |                                                                                 | Var eventuellt kung i Dalriada. Möjligen avsatt år 789, död 807                                                                                         |
| 789–820     | Caustantín         | Caustantín, son till Fergus, Constantín           | Barnbarn eller syssling till Onuist, eller möjligen son till Fergus mac Echdach | Död 820. Hans son Domnall kan ha varit kung av Dalriada.                                                                                                |
| 820–834     | Óengus II          | Óengus, son till Fergus                           | Bror till Caustantín                                                            | Död 834. |
| 834–837     | Drest IX           | Drest, son till Caustantín                        | Bror till Caustantín                                                            | Död 834 |
| 837–839     | Eogán mac Óengusa  | Eógan son till Óengus; Uuen, son till Onuist      | Son till Óengus II                                                              | Dödad år 839 tillsammans med sin bror Bran i en strid mot vikingar; detta ledde till ett årtionde av konflikter.                                        |

### Kungar över pikterna 839–848 (osäker ordningsföljd)
Efter att Eógan och Bran stupade verkar det ha uppstått en hård kamp om den piktiska tronen, och det går inte att fastställa i vilken ordning kungarna regerade – flera av dem måste ha härskat samtidigt.
| Regeringsår     | Kung       | Andra namn                           | Släkt                                                                              | Anmärkningar |
| --------------- | ---------- | ------------------------------------ | ---------------------------------------------------------------------------------- | --- |
| 839–842         | Uurad      | Uurad, son till Bargoit              | okänt                                                                              | Uppges ha härskat i tre år, eventuellt omnämnd på Drosten-stenen.                                                     |
| 842–843         | Bridei VI  | Bridei, son till Uurad               | Eventuellt son till den förre kungen                                               | Uppges ha härskat i ett år.                                                                                           |
| 843             | Ciniod II  | Ciniod, son till Uurad               | Eventuellt bror av den förre kungen                                                | Uppges i några kungalängder ha härskat i ett år.                                                                      |
| 843–845         | Bridei VII | Bridei, son till Uuthoil             | okänt                                                                              | Uppges i några kungalängder ha härskat i två år.                                                                      |
| 845–848         | Drest X    | Drust, son till Uurad; Durst (latin) |                                                                                    | Uppges i några kungalängder ha härskat i tre år. I myten om MacAlpin förräderi omtalas den piktiske kungen som Drest. |
| 848–13 feb. 858 | Cináed     | Cináed Mac Ailpín, Kenneth MacAlpine | Okänt, men hans efterträdare menade att han tillhörde Cenél nGabráin från Dalriada | |

### Kungar över pikterna som traditionellt räknas somkungar av Skottland
Cináed mav Ailpín, på svenska känd som Kenneth I av Skottland, besegrade sina rivaler mellan 845 och 848. Han räknas traditionellt som den förste kungen över skottarna, eller över pikterna och skottarna.
| År                   | Kung      | Andra namn                                                   | Släkt                                                                       | Anmärkningar                                              |
| -------------------- | --------- | ------------------------------------------------------------ | --------------------------------------------------------------------------- | --------------------------------------------------------- |
| Död 13 februari, 858 | Cináed    | Cináed Mac Ailpín, Kenneth MacAlpine, Kenneth I av Skottland | Okänt, men hans efterträdare placerade honom i Cenél nGabráin från Dalriada |                                                           |
| Död 862              | Domnall   | Domnall mac Ailpín                                           | Bror till Cináed                                                            |                                                           |
| Död 877              | Causantín | Causantín mac Cináeda                                        | Son till Cináed                                                             |                                                           |
| Död 878              | Áed       | Áed mac Cináeda                                              | Son till Cináed                                                             |                                                           |
| Avsatt 889 ?         | Giric     | Giric mac Dúngail                                            | Cináeds dotterson (?)                                                       | Förknippas med Eochaid, något som antagligen inte stämmer |
| Död 900              | Domnall   | Domnall mac Causantín                                        | Son till Causantín mac Cináeda                                              | Den siste som kallades för ”kung av pikterna”             |

### Kungar av Alba
För fullständig lista, se Liste över brittiska monarker.
| År                         | Kung          | Andra namn         | Släkt                    | Anmärkningar |
| -------------------------- | ------------- | ------------------ | ------------------------ | ------------ |
| Abdikerade år 943, Död 952 | Konstantin II | Causantín mac Áeda | Son till Áed mac Cináeda |              |